# Borkener Seenland

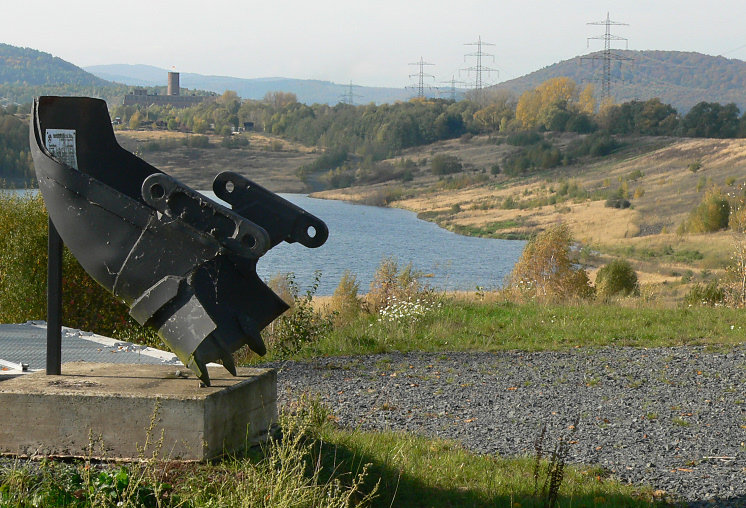
Schaufel eines Braunkohlebaggers vor dem Gombether See, im Hintergrund Hochspannungsmasten und das Kraftwerk Borken

Das Borkener Seenland bei Borken im nordhessischen Schwalm-Eder-Kreis besteht aus einer Reihe künstlich angelegter Seen und Teiche, die bei der Rekultivierung der Tagebaue im Borkener Braunkohlerevier entstanden und sich teilweise noch in der Entstehung befinden. Die Seenlandschaft bietet wichtige Rast- und Ruheflächen für Zugvögel in der Westhessischen Senke.
Die wichtigsten Seen des Borkener Seenlandes sind:
- Borkener See – 139 ha, eingebettet in ein Naturschutzgebiet mit einer Gesamtfläche von 350 ha
- Stockelache – 10 ha, genutzt als Badesee
- Singliser See – 74 ha, touristisch genutzt, vorwiegend für Wassersport (Windsurfen)
- Gombether See – 80 ha (im Endstadium geplant), zurzeit (2017) noch in der Entstehung

Der Singliser und der Gombether See sind einander unmittelbar benachbart. Seitens der Stadtverwaltung Borken wird darüber nachgedacht, diese beiden Seen miteinander zu verbinden und so eine zusammenhängende Wasserfläche von insgesamt über 150 ha zu schaffen.
Koordinaten: 51° 3′ 18″ N, 9° 16′ 48″ O